# Artsjom Karaljok
Artsjom Karaljok (hviderussisk: Арцём Міхайлавіч Каралёк tr. Artsjom Mihajlavitj Karaljok ; russisk: Артём Михайлович Королёк tr. Artjom Mikhajlovitj Koroljok) (født 20. februar 1996 i Hrodna) er en hviderussisk håndboldspiller, som spiller i Vive Kielce og Hvideruslands herrerhåndboldlandshold.